# Збірна Франції з баскетболу
Збірна Франції з баскетболу — національна баскетбольна команда Франції, якою керує Федерація баскетболу Франції. Члени ФІБА з 1933 року.
Найвищі досягнення — золото на чемпіонаті Європи з баскетболу 2013, срібло на Чемпіонаті Європи (1949, 2011) та Літній Олімпіаді 2000 року.